# Pimpinella cappadocica
Pimpinella cappadocica är en flockblommig växtart som beskrevs av Pierre Edmond Boissier och Benedict Balansa. Pimpinella cappadocica ingår i släktet bockrötter, och familjen flockblommiga växter. Inga underarter finns listade i Catalogue of Life.